# مولود بلاتريش
 مولود بلاتريش (1976 الجزائر) هو لاعب كرة قدم جزائري.

## روابط خارجية
- مولود بلاتريش على موقع قاعدة بيانات كرة القدم.إي يو (الإنجليزية)
- مولود بلاتريش على موقع Soccerway.com (الإنجليزية)